# Marina Sitrin
Œuvres principales
Horizontalism : Voices of Popular Power in Argentina (2006), Everyday Revolutions : Horizontalism and Autonomy in Argentina (2012), They Can't Represent Us ! : Reinventing Democracy From Greece To Occupy (2014)
Marina Sitrin est une écrivaine, avocate et militante américaine.

## Biographie
Marina Sitrin est titulaire d'un doctorat en sociologie mondiale de la CUNY Law School à New York et d'un doctorat en droit international des droits de la femme de l'Université d'État de New York à Stony Brook. Elle est professeure adjointe de sociologie à l'Université de Binghamton. Elle est boursière postdoctorale au Comité sur la mondialisation et le changement social au CUNY Graduate Center de New York.
Avocate, elle participe au mouvement Occupy movement depuis sa création. Elle a été membre de l'équipe juridique d'Occupy Wall Street. Après avoir voyagé dans différentes régions des Amériques, elle s'installe à New York. Impliquée dans le militantisme politique depuis l'adolescence, elle collabore avec divers mouvements à travers le monde,,.
Les travaux de Marina sont présentés dans diverses publications, y compris The Nation, Yes! Magazine, La Revue internationale de sociologie comparée, Prensa Latina ou le Huffington Post,,.

## Carrière littéraire
Marina Sitrin s'intéresse aux mouvements de citoyens et en particulier à la montée de l'horizontalisme en Argentine, un mouvement radical né en 2001 à la suite de l'effondrement économique. Selon Marina Sitrin, l'horizontalisme présente une nouvelle forme de création sociale dans son rejet des programmes politiques et son désir de développer la démocratie directe, l'autonomie et de nouvelles relations sociales,. Elle est l'auteure de Horizontalism : Voices of Popular Power in Argentina (2006) et de Everyday Revolutions : Horizontalism and Autonomy in Argentina (2012), qui explore les défis auxquels les mouvements argentins ont été confrontés dans leur développement de l'autonomie et de l'auto-organisation,.
En 2012, elle co-signe avec Dario Azzellini, Occupying Language : The Secret Rendezvous with History and the Present, une étude sur l'origine historique des mouvements militants actuels, puis They Can't Represent Us ! : Reinventing Democracy From Greece To Occupy en 2013. Ce dernier ouvrage donne la parole aux participants du mouvement Occupy, en Grèce, Espagne, Argentine et Venezuela, et illustre un désir collectif de créer quelque chose de nouveau,.